# Ingók
Az ingók, ingó dolgok (latinul: res mobiles) azon dolgok, melyek állaguk sérelme nélkül egy helyről egy másikra áttehetők, elmozdíthatók. Köznapi kifejezéssel: ingóságok. Az ingó-ingatlan fogalompár a dolgokat a természeti tulajdonságuk szerint osztja két részre, nevezetesen az állagsérelem nélküli elmozdíthatóság alapján.

## Az ingó fogalma
A magyar polgári törvénykönyv nem határozza meg az ingó fogalmát. A polgári jogban az ingók meghatározására általában negatív módszert használnak; a törvénykönyvek rendszerint az ingatlan fogalmát definiálják, és az ezen kívüli dolgokat tekintik ingóknak. Az 1928-as Magánjogi törvényjavaslat ingatlanként határozta meg a telkeket, a föld felületének egyes részeit, alkotórészeikkel együtt, minden más dolgot ingónak tekintett. Frank Ignác szerint ingó az, "amit kár nélkül lehet a helyéből mozdítani és tovább vinni lehet."

## Az ingók mint jogi fogalom története
Ezt a felosztást először a római jog ingó (res mobiles) és ingatlan (res immobiles) alkalmazta a klasszikus kor végén. Az ingó és ingatlan megkülönböztetése a rendi jogban vált jelentőssé. A középkorban az ingatlant különös szabályozás alá vonták, míg az ingók kisebb gazdasági jelentőségük miatt háttérbe szorultak, ennek oka, hogy a föld - mint a legfontosabb termelési egység volt az alapja a feudális társadalomnak. Napjainkban is az ingatlanok - általában földek, telkek - különös szabályozás alá esnek, mivel csak korlátozott mennyiségben állnak az emberek rendelkezésére, míg az ingó dolgok elvileg korlátlanul előállíthatók.

## Az ingatlan és az ingók közti főbb különbségek
Az ingó tulajdonjoga az ingó dolog átvételével (jogérvényes birtokbavétellel) szerezhető meg. Magyarországon eltérő időtartammal történik az ingók-ingatlanok elbirtoklása is (ingók: 10 év, ingatlanok: 15 év). Kereskedelmi ügyletek tárgya pedig csak ingó dolog lehet. "Az ingókra vonatkozó tulajdonjog az ingatlanokkal összehasonlítva általában szabadabb, teljesebb, mivel az ingók a vagyoni-áruviszonyoknak sokkal elevenebbb tárgyai, mint az ingatlanok."